# Phyllocladus aspleniifolius
Phyllocladus aspleniifolius är en barrträdart som först beskrevs av Jacques-Julien Houtou de La Billardière, och fick sitt nu gällande namn av Joseph Dalton Hooker. Phyllocladus aspleniifolius ingår i släktet Phyllocladus och familjen Phyllocladaceae. IUCN kategoriserar arten globalt som livskraftig. Inga underarter finns listade i Catalogue of Life.
Trädet förekommer på Tasmanien, dess bark användes tidigare vid garvning och innehåller ett rött färgämne och 28,6 % tannin.

## Bildgalleri

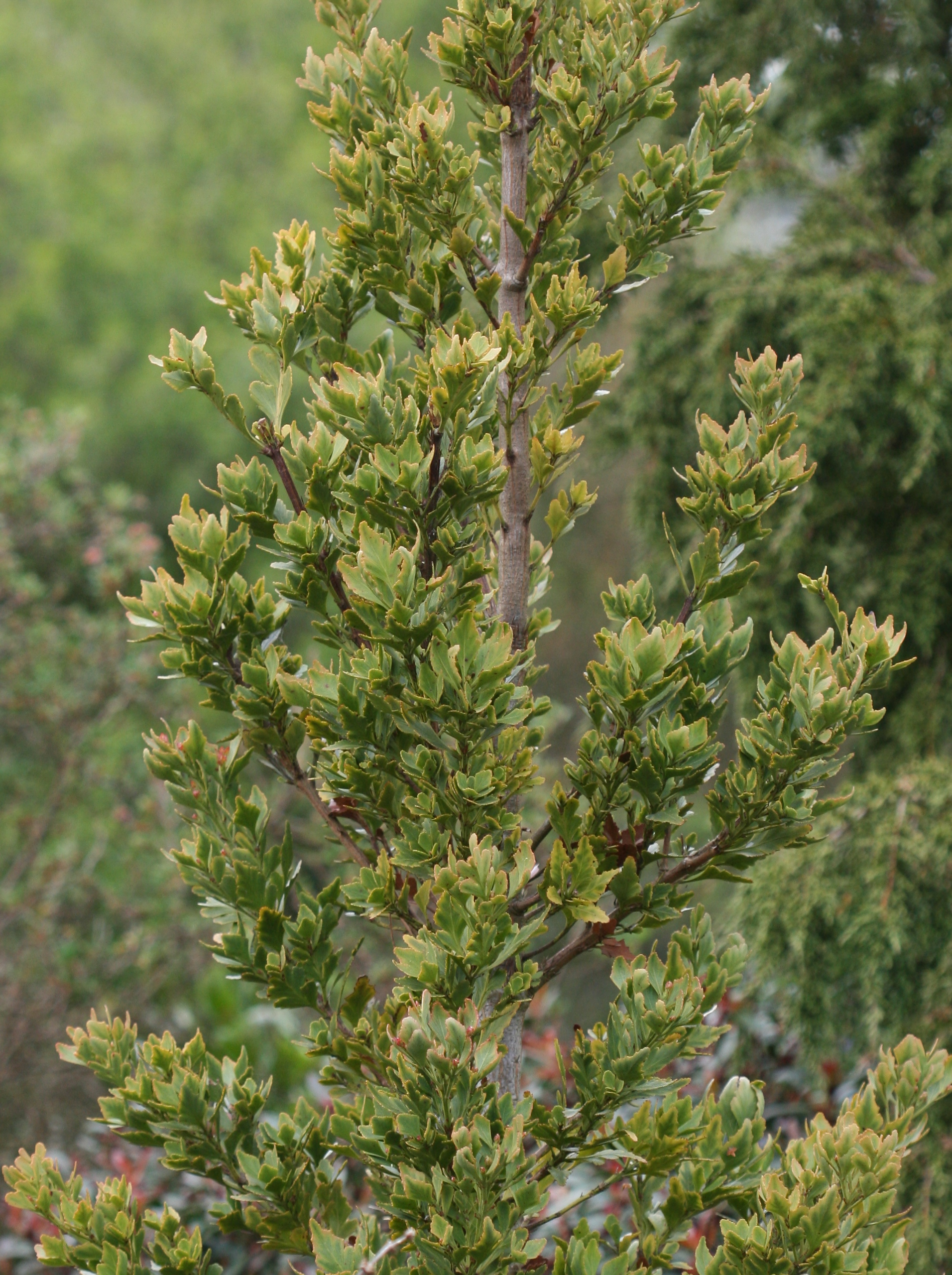